# Saison 1963-1964 du CR Belcourt
Pour un article plus général, voir CR Belouizdad.
Chronologie
Saison précédente Saison suivante
La saison 1963-1964 du CR Belcourt est la 2e saison du club en championnat d'Algérie nommé Critérium d'Honneur. Répartie en trois groupes géographiques (Alger, Oran, Constantine), les matchs du CR Belcourt se déroulent dans le Groupe Algérois composé de 16 clubs. La Coupe d'Algérie se déroule dans une première phase en tours régionaux à l’instar du Critérieum d'Honneur, puis en tours nationaux à partir des huitièmes de finale.

## Compétitions

### Championnat

#### Rencontres
| Date              | J           | Adversaire        | Lieu | Résultat | Buteurs pour le CRB                      | Références |
| MATCHES ALLER     |             |                   |      |          |                                          |            |
| 15 septembre 1963 | 1re journée | WA Boufarik       | dom  | 3 - 0    |                                          |            |
| 22 septembre 1963 | 2e journée  | MC Alger          | ext  | 4 - 0    | Kalem 20e Arab 35e Achour 44e Lalmas 87e |            |
| 29 septembre 1963 | 3e journée  | OM Ruisseau       | dom  | 2 - 2    |                                          |            |
| 6 octobre 1963    | 4e journée  | JS El Biar        | ext  | 2 - 2    | Lalmas 26e (pen.) 69e                    |            |
| 13 octobre 1963   | 5e journée  | OM Saint-Eugène   | dom  | 4 - 0    |                                          |            |
| 20 octobre 1963   | 6e journée  | JS Kabylie        | ext  | 3 - 0    | Ahmed Arrab 44e Lalmas 65e 76e           |            |
| 27 octobre 1963   | 7e journée  | USM Marengo       | ext  | *        |                                          |            |
| 10 novembre 1967  | 8e journée  | S Guyotville      | ext  | 6 - 1    |                                          |            |
| 17 novembre 1963  | 9e journée  | USM Blida         | dom  | 1 - 0    |                                          |            |
| 1er décembre 1963 | 10e journée | RC Arbaa          | ext  | 6 - 3    |                                          |            |
| 22 decembre 1963  | 11e journée | USM Alger         | ext  | 0 - 1    | /                                        |            |
| 29 decembre 1963  | 12e journée | USM Maison-Carrée | dom  | 3 - 1    |                                          |            |
| 12 janvier 1964   | 13e journée | ASO Chlef         | dom  | 3 - 0    |                                          |            |
| 19 janvier 1964   | 14e journée | ASPTT Alger       | ext  | 3 - 1    |                                          |            |
| 26 janvier 1964   | 15e journée | NA Hussein Dey    | ext  | 1 - 1    | Koussim Messaoud 15e                     |            |
| MATCHS RETOUR     |             |                   |      |          |                                          |            |
| 2 fevrier 1964    | 16e journée | WA Boufarik       | ext  | -        |                                          |            |
| 9 fevrier 1964    | 17e journée | MC Alger          | dom  | 1 - 0    | Maarouf 60e (csc)                        |            |
| 16 fevrier 1964   | 18e journée | OM Ruisseau       | ext  | -        |                                          |            |
| 1er mars 1964     | 19e journée | JS El Biar        | dom  | -        |                                          |            |
| 8 mars 1964       | 20e journée | OM Saint-Eugène   | ext  | -        |                                          |            |
| 15 mars 1964      | 21e journée | JS Kabylie        | dom  | 1 - 1    | Zerrar 88e                               |            |
| 22 mars 1964      | 22e journée | USMM Hadjout      | dom  | *        |                                          |            |
| 5 avril 1964      | 23e journée | Stade Guyotville  | dom  | -        |                                          |            |
| 12 avril 1964     | 24e journée | USM Blida         | ext  | -        |                                          |            |
| 19 avril 1964     | 25e journée | RC Arbaa          | dom  | 6 - 3    |                                          |            |
| 3 mai 1964        | 26e journée | USM Alger         | dom  | 1 - 3    | Lalmas 30e                               |            |
| 10 mai 1964       | 27e journée | USM El Harrach    | ext  | -        |                                          |            |
| 17 mai 1964       | 28e journée | ASO Chlef         | ext  | -        |                                          |            |
| 24 mai 1964       | 29e journée | ASPTT Alger       | dom  | -        |                                          |            |
| 31 mai 1964       | 30e journée | NA Hussein Dey    | dom  | 0 - 2    | /                                        |            |

#### Classement final; (division d'honneur centre) 1963/1964.
Groupe Algérois
Le classement est établi sur le barème de points suivant : une victoire vaut 3 points, un match nul 2 points et une défaite 1 point.
Le CRB est devancé par le NAHD à la différence de buts particulière, malgré un goal-average favorable.
| Rang | Équipe            | Pts | J  | G  | N  | P  | Bp | Bc | GA    |
| ---- | ----------------- | --- | -- | -- | -- | -- | -- | -- | ----- |
| 1    | NA Hussein Dey    | 75  | 30 | 19 | 7  | 4  | 72 | 29 | 2,483 |
| 2    | CR Belcourt       | 75  | 30 | 19 | 7  | 4  | 72 | 24 | 3     |
| 3    | USM Alger         | 74  | 30 | 19 | 6  | 5  | 69 | 23 | 3     |
| 4    | USM Blida         | 72  | 30 | 18 | 6  | 6  | 46 | 28 | 1,643 |
| 5    | MC Alger          | 71  | 30 | 18 | 5  | 7  | 52 | 28 | 1,857 |
| 6    | OM Ruisseau       | 67  | 30 | 15 | 7  | 8  | 46 | 39 | 1,179 |
| 7    | WA Boufarik       | 64  | 30 | 14 | 6  | 10 | 47 | 38 | 1,237 |
| 8    | JS Kabylie        | 61  | 30 | 10 | 11 | 9  | 32 | 36 | 0,889 |
| 9    | JS El Biar        | 59  | 30 | 11 | 7  | 12 | 44 | 43 | 1,023 |
| 10   | USM Maison-Carrée | 59  | 30 | 9  | 11 | 10 | 40 | 41 | 0,976 |
| 11   | OM Saint-Eugène   | 57  | 30 | 8  | 10 | 12 | 31 | 43 | 0,721 |
| 12   | AS Orléansville   | 52  | 30 | 7  | 8  | 15 | 20 | 53 | 0,377 |
| 13   | ASPTT Alger       | 48  | 30 | 5  | 8  | 17 | 28 | 64 | 0,438 |
| 14   | USM Marengo       | 45  | 30 | 6  | 3  | 21 | 21 |    |       |
| 15   | RC Arbaâ          | 40  | 30 | 1  | 8  | 21 | 27 | 74 | 0,365 |
| 16   | S. Guyotville     | 39  | 30 | 2  | 5  | 23 | 16 | 82 | 0,195 |

Promotions
- Promotion en Division Nationale 1964-1965
- Barrage de promotion

### Coupe d'Algérie

#### Rencontres
| Date             | Tour                         | Adversaire       | Stade (ville)     | Résultat | Buteurs pour le CRB |
| octobre 1963     | Soixante-quatrième de finale | US Palestro      | -                 | 5-0      | -                   |
| 30 novembre 1963 | Trente-deuxièmes de finale   | Stade Guyotville | -                 | 2-0      | -                   |
| 13 décembre 1964 | Seizièmes de finale          | NA Hussein Dey   | Stade El Annasser | 2-1 a.p  | -                   |